# Michaelskapelle (Vlatten)
Die Michaelskapelle steht oberhalb auf dem Lützenberg in Vlatten, einem Ortsteil der Stadt Heimbach im Kreis Düren (Nordrhein-Westfalen).

## Geschichte
Urkundlich wird eine Kapelle aus dem 13. Jahrhundert erwähnt. Von dieser steht nur noch das Chorgewölbe mit alten Wandgemälden. Schiff und Turm wurden 1212/13 erbaut, dabei wurde das heutige Schiff mit dem Turm in kleinerer Ausführung als bei der ursprünglichen Kapelle neu gebaut. Im Chor befindet sich noch ein alter romanischer Altar. In seinem Inneren werden Reliquien der hl. Ursula und des hl. Gereon, beides Stadtpatrone von Köln, aufbewahrt. Der Kreuzweg im Inneren der Kirche wurde am 26. September 1915 eingeweiht. Im Turm hängt eine Glocke mit der Aufschrift Sanctus Michiel heischen ich, Gregorius van Trier gous mich anno 1499.
Die Michaelskapelle, benannt nach dem Erzengel Michael, ist in die Liste der Baudenkmäler in Heimbach (Eifel) seit dem 1. Oktober 1987 unter der Nr. 12 eingetragen. Die Denkmalbeschreibung lautet:

„15. Jh., Wiederaufbau 1912/14 (Arch. Johann Scheidgen); 1-schiffiger Saalbau mit eingezogenem Polygonalchor und aus der Mittelachse seitlich versetztem Westturm, verputzter Sandsteinbau, im Westen kleine Vorhalle, Netzgewölbe, wohl spätes 19. Jh., Wölbung der Apsis spätmittelalterlich mit Ausmalung.“

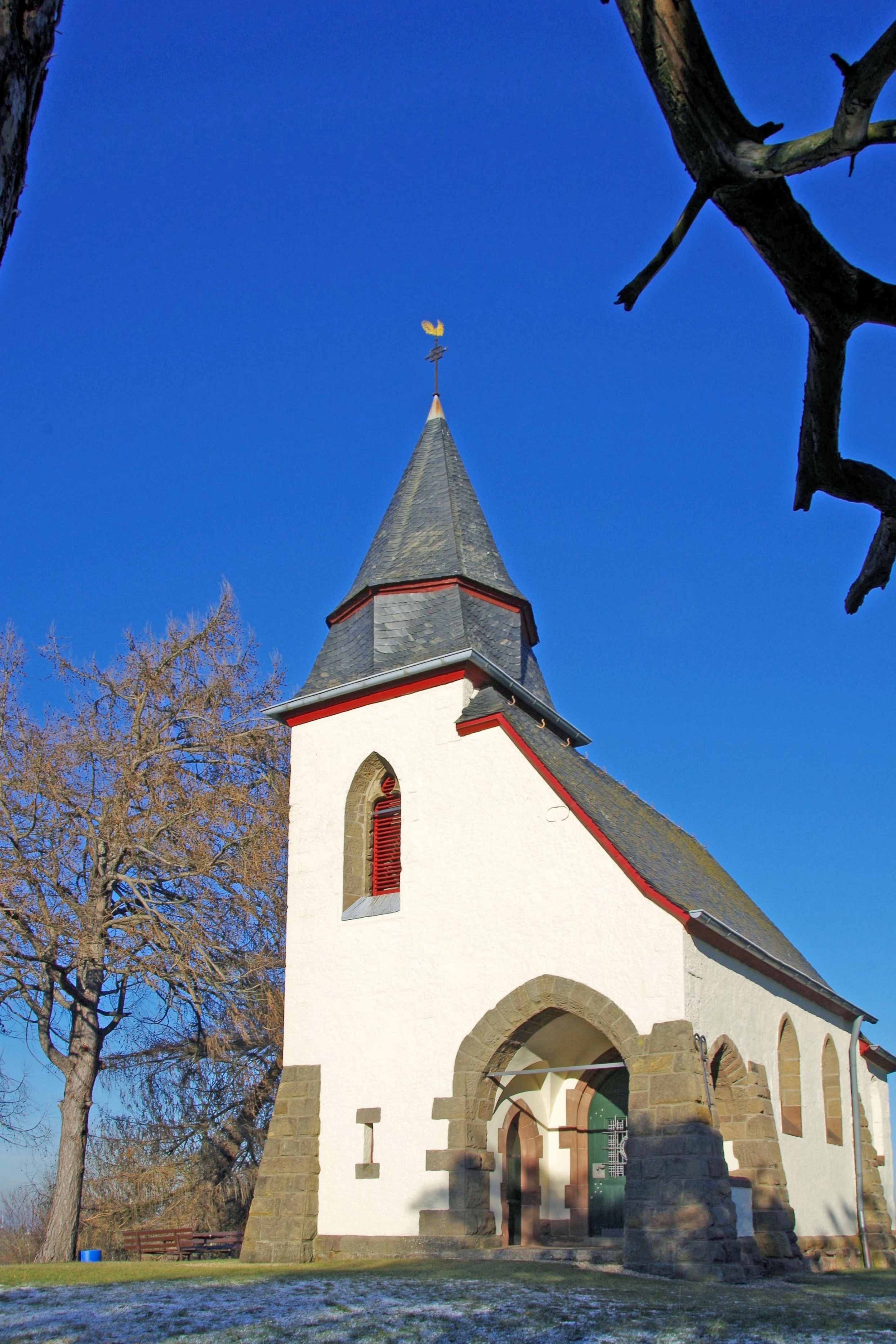
Westfassade
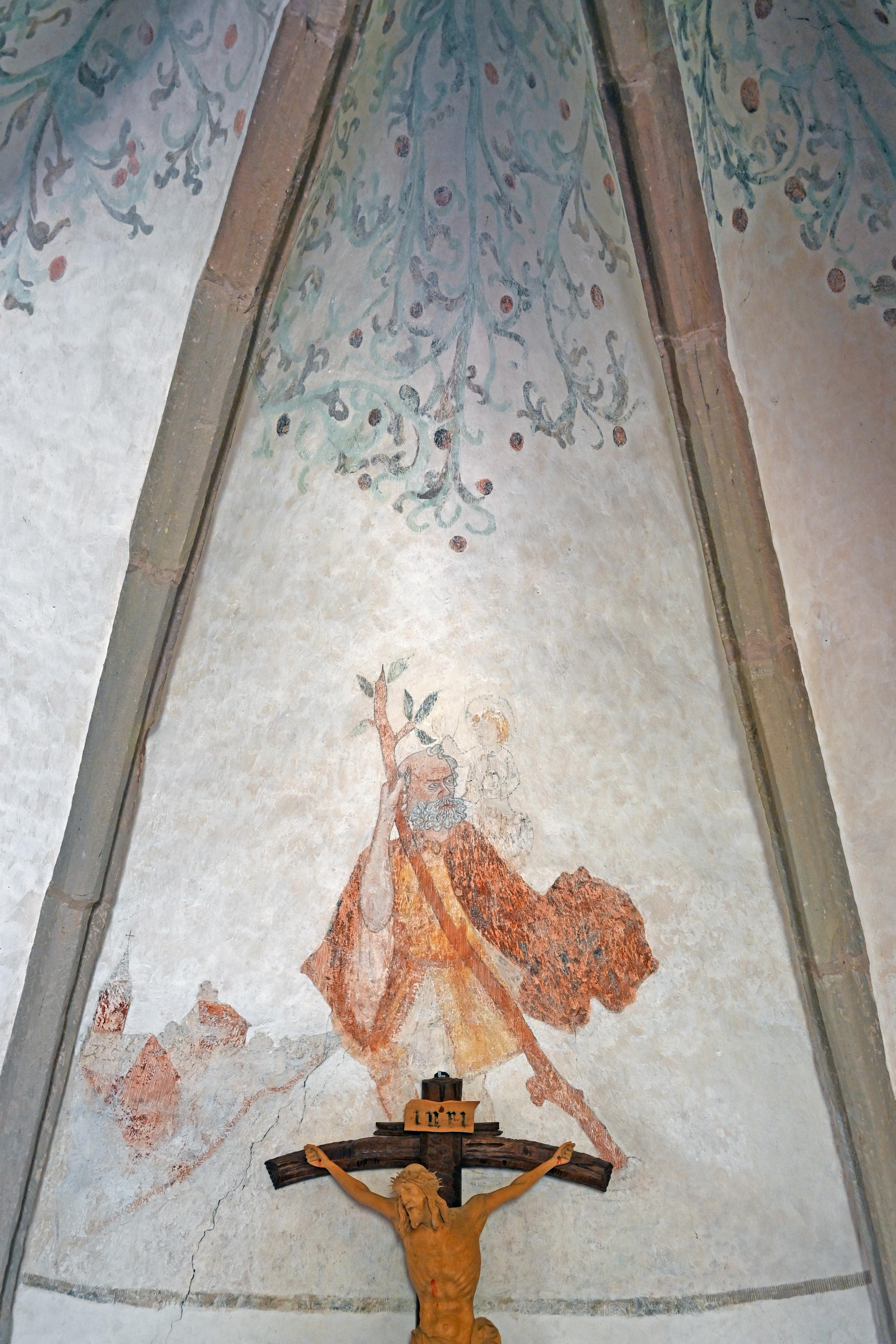
Fresko
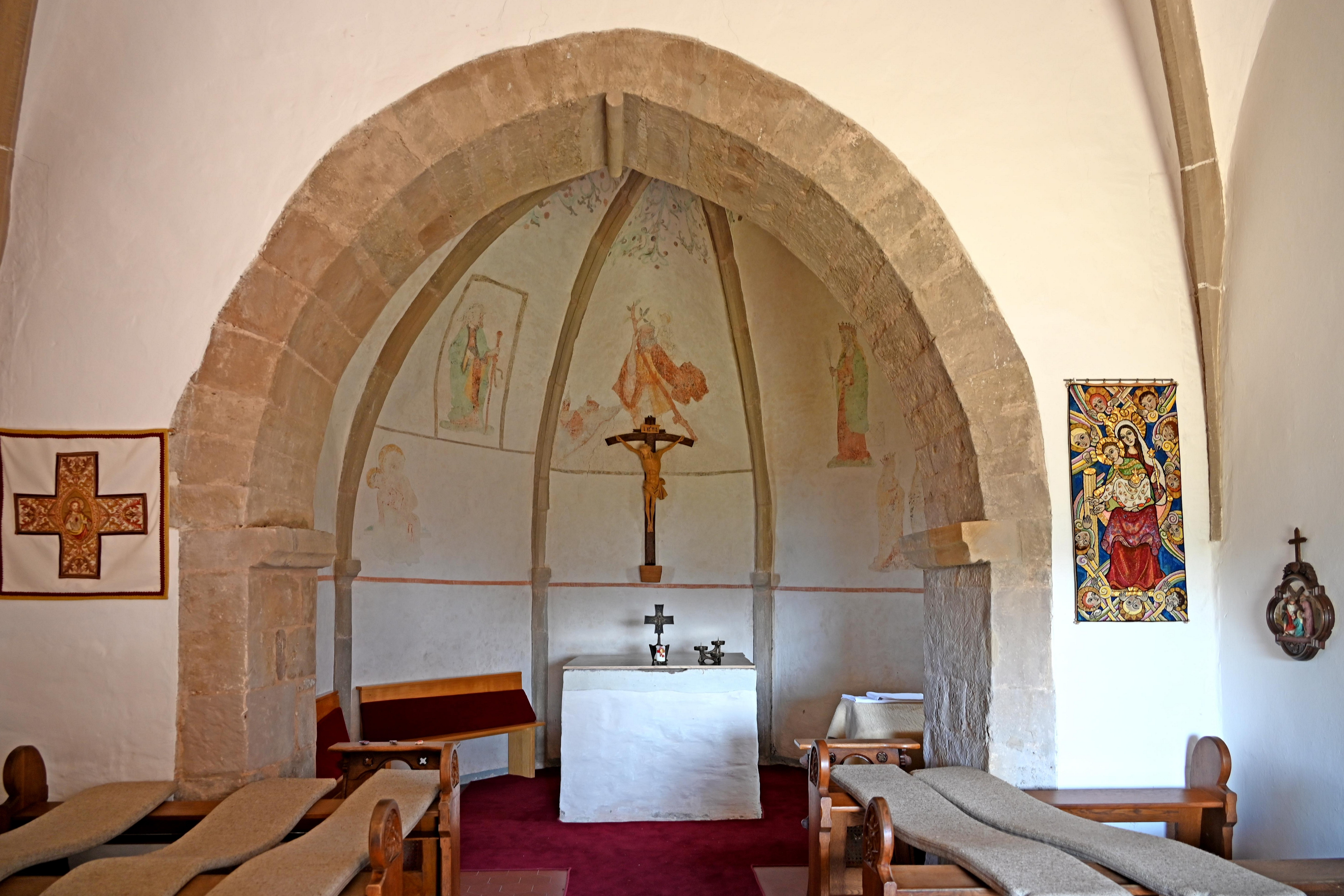
Innenraum
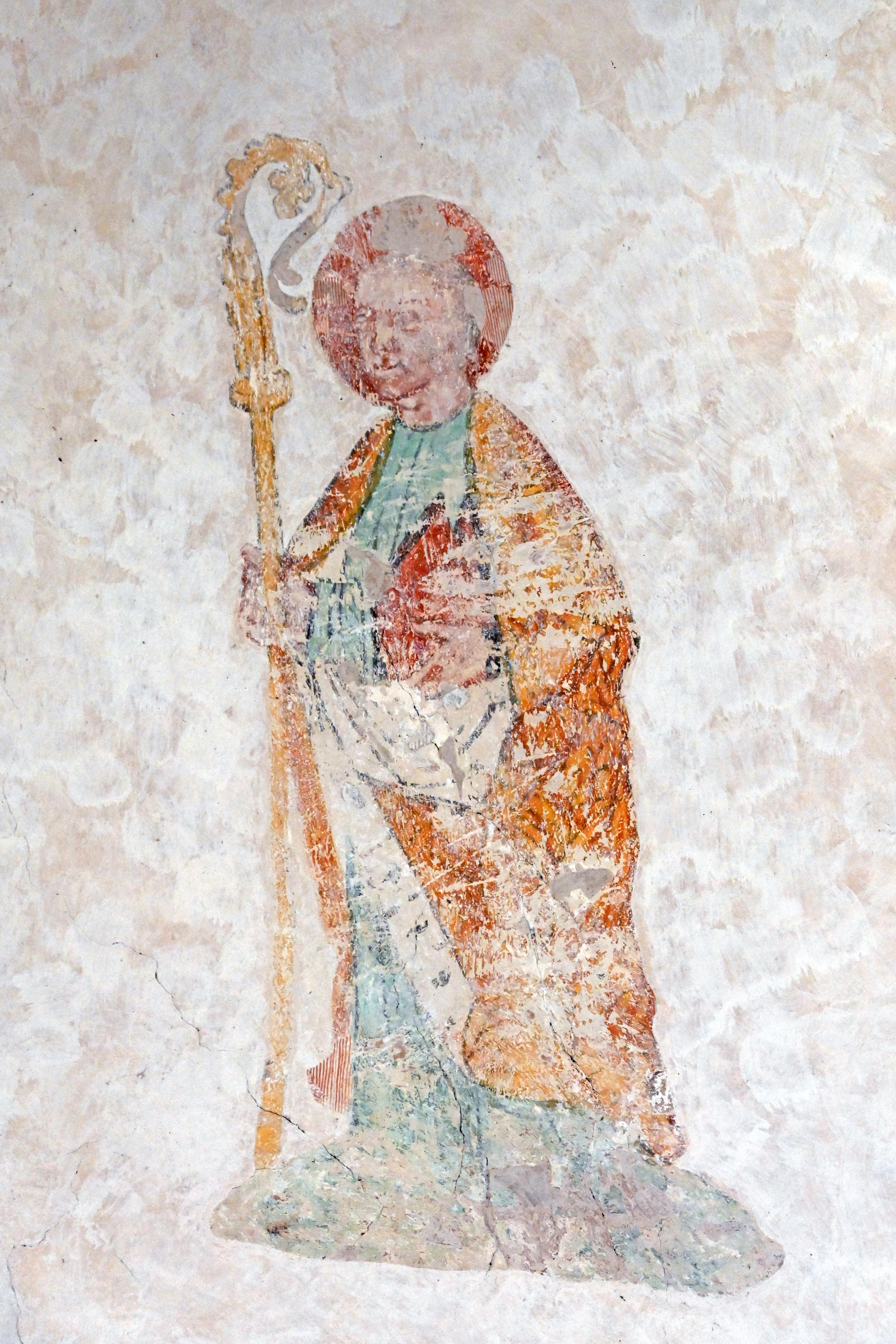
Fresko
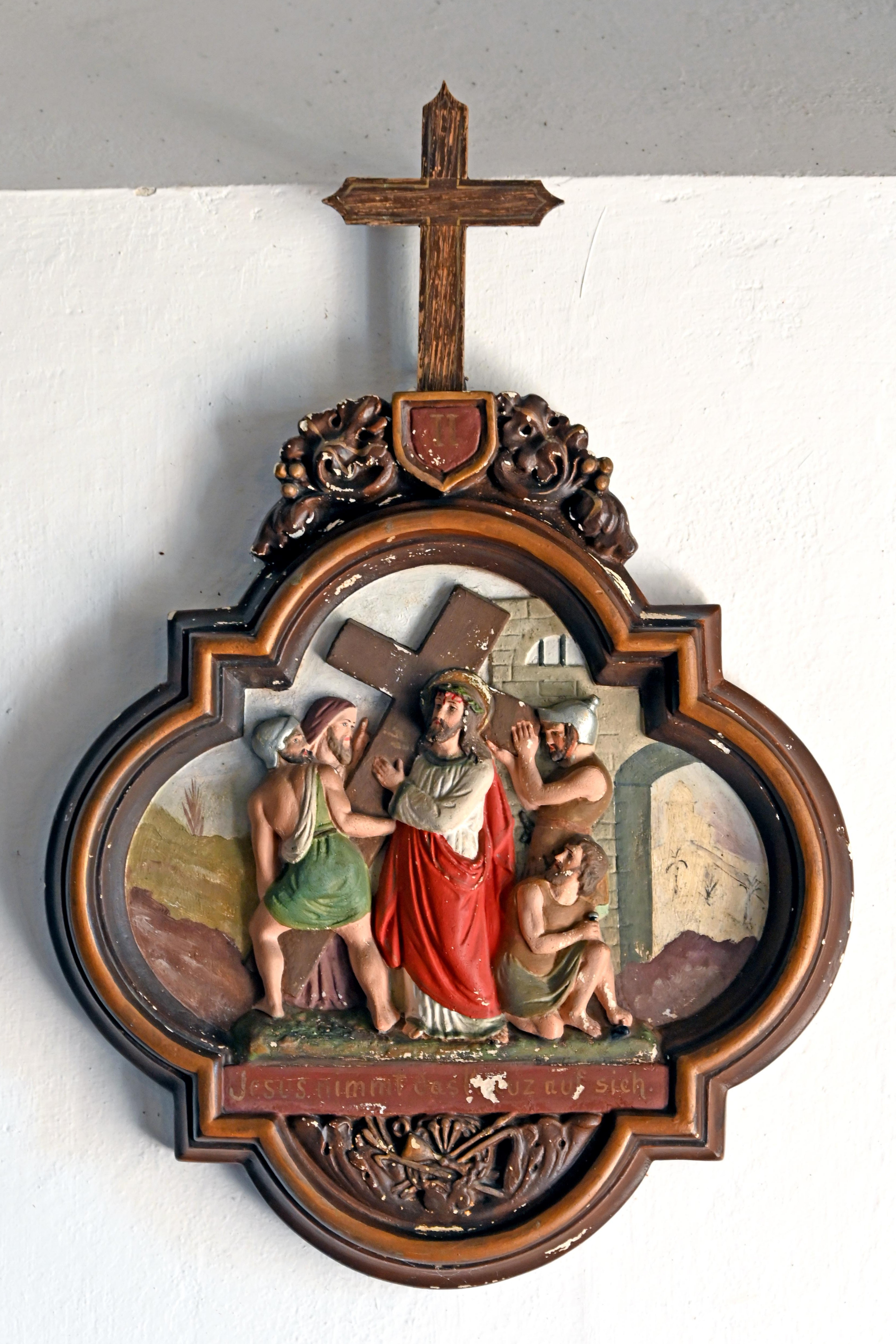
Kreuzweg

## Glocken
| Nr. | Name | Durchmesser (mm) | Masse (kg, ca.) | Schlagton (HT-1/16) | Gießer                     | Gussjahr |
| --- | ---- | ---------------- | --------------- | ------------------- | -------------------------- | -------- |
| 1   | –    | 742              | 270             | cis″ −2             | Gregor von Trier, Aachen   | 1499     |
| 2   | –    | 620              | 140             | dis″ +1             | Albert Junker sen., Brilon | 1934     |

Motiv: Duett